# Unione Sportiva Lecce 1984-1985
Questa voce raccoglie le informazioni riguardanti l'Unione Sportiva Lecce nelle competizioni ufficiali della stagione 1984-1985.

## Stagione

L'allenatore Eugenio Fascetti festeggiato dai tifosi per la promozione

Nella stagione 1984-1985 il Lecce ha preso parte alla Coppa Italia, prima del campionato, con l'eliminazione nel sesto girone di qualificazione, che ha promosso agli ottavi di finale la Sampdoria e il Bari.
Nel campionato cadetto ha ottenuto il secondo posto con 50 punti in classifica, a pari punti il Pisa, che ha avuto una differenza reti migliore; la squadra salentina ha guadagnato così per la prima volta nella sua storia, la promozione in Serie A.
La squadra salentina guidata dall'allenatore Eugenio Fascetti ha disputato un torneo in costante crescita, al termine del girone di andata è terza con 23 punti, poi nel girone di ritorno con 27 punti fa meglio di tutti.
Miglior marcatore stagionale Loriano Cipriani con 11 reti segnate, 3 in Coppa Italia e 8 in campionato; molto bene il suo gemello del gol, l'argentino Ricardo Paciocco autore di 10 reti, dei quali 9 in campionato e 1 in Coppa Italia.

## Divise e sponsor
Il fornitore tecnico della stagione è adidas, mentre lo sponsor ufficiale è Lemonsoda.
| Casa | Casa (2ª versione) | Trasferta |

## Organigramma societario
Area direttiva e amministrativa
- Presidente: Franco Jurlano
- Vice Presidenti: Piacentino De Rinaldis, Fernando Caiaffa
- Consiglio di Amministrazione: Giuseppe Bizzarro, Antonio Cappilli, Vincenzo Delli Noci, Luigi Esposito, Luigi Feola, Gaetano Garrisi, Francesco Lezzi, Osvaldo Lorio, Antonio Ninno, Luigi Stefanelli.
- Collegio Sindacale: Ivan Bonazzi (pres.), Corrado Maglio, Carlo Mandurino
- Segreteria: Vincenzo Delli Noci, Orlando Della Fortuna
- Amministrazione: Adolfo Starace, A. Maria Sassi

Area tecnica
- Direttore sportivo: Mimmo Cataldo
- Allenatore: Eugenio Fascetti
- Allenatore in seconda: Olmes Neri
- Preparatori atletici: Roberto Sassi

Area sanitaria
- Medici sociali: dott. Giuseppe Palaia, dott. Carlo Pranzo, dott. Antonio Montinaro, dott. Salvatore Antonica
- Massaggiatori: Raffaele Smargiassi

Settore giovanile
- Responsabile: Carmelo Russo
- Allenatore Primavera: Francesco Cartisano
- Allenatore Allievi: Lillino Caus
- Allenatore Giovanissimi: Lillino Caus
- Collaboratori: Carlo Mugo, Lino Greco, Elio Tresi,
- Massaggiatore: Michele Natale
- Magazzinieri: Gino Pennetta, Giuseppe Sileno

## Rosa
| N. |                   | Ruolo | Calciatore               |
| -- | ----------------- | ----- | ------------------------ |
|    | Italia (bandiera) | P     | Stefano Ciucci           |
|    | Italia (bandiera) | P     | Giordano Negretti        |
|    | Italia (bandiera) | P     | Enrico Pionetti          |
|    | Italia (bandiera) | D     | Giuseppe Colombo         |
|    | Italia (bandiera) | D     | Marcello Macrì           |
|    | Italia (bandiera) | D     | Salvatore Antonio Nobile |
|    | Italia (bandiera) | D     | Carmelo Miceli           |
|    | Italia (bandiera) | D     | Stefano Di Chiara        |
|    | Italia (bandiera) | D     | Roberto Miggiano         |
|    | Italia (bandiera) | D     | Ezio Rossi               |
|    | Italia (bandiera) | C     | Maurizio Orlandi         |

| N. |                   | Ruolo | Calciatore        |
| -- | ----------------- | ----- | ----------------- |
|    | Italia (bandiera) | C     | Dario Levanto     |
|    | Italia (bandiera) | C     | Roberto Rizzo     |
|    | Italia (bandiera) | C     | Lorenzo Ferrante  |
|    | Italia (bandiera) | C     | Claudio Luperto   |
|    | Italia (bandiera) | C     | Maurizio Raise    |
|    | Italia (bandiera) | C     | Rodolfo Vanoli    |
|    | Italia (bandiera) | C     | Marino Palese     |
|    | Italia (bandiera) | A     | Alberto Di Chiara |
|    | Italia (bandiera) | A     | Loriano Cipriani  |
|    | Italia (bandiera) | A     | Ricardo Paciocco  |

## Trasferimenti durante la stagione
Arrivi
- Giuseppe Colombo  (Pro Patria) (ottobre)
- Marino Palese  (Como) (ottobre)

Partenze
- Salvatore Nobile  (Reggina) (ottobre)
- Lorenzo Ferrante  (Salernitana) (ottobre)

## Risultati

### Serie B

#### Girone di andata
| Arbitro: | Esposito (Torre del Greco) |

|               |           |                                        |
| Borgonovo 55’ | Marcatori | 10’ A. Di Chiara 40’ Cipriani 86’ Enzo |

| Arbitro: | Pellicanò (Reggio Calabria) |

|              |           |  |
| Cipriani 76’ | Marcatori |  |

| Arbitro: | Pairetto (Torino) |

|                       |           |  |
| Bivi 51’ Bergossi 85’ | Marcatori |  |

| Arbitro: | Casarin (Milano) |

|              |           |  |
| Paciocco 34’ | Marcatori |  |

| Arbitro: | Pieri (Genova) |

|            |           |                   |
| Bordin 37’ | Marcatori | 70’ (aut.) Scoppa |

| Arbitro: | Lombardo (Marsala) |

|              |           |             |
| Cipriani 24’ | Marcatori | 64’ Cinello |

| Arbitro: | Leni (Perugia) |

|                                     |           |              |
| Baldieri 2’ Berggreen 35’ Kieft 63’ | Marcatori | 49’ Cipriani |

| Arbitro: | Ongaro (Rovigo) |

|              |           |                |
| Cipriani 76’ | Marcatori | 83’ Longobardo |

| Arezzo 18 novembre 1984 9ª giornata | Arezzo           | 0 – 0 referto | Lecce | Stadio Comunale\| Arbitro: \| Lanese (Messina) \| |
| Arbitro:                            | Lanese (Messina) |               |       |                                                   |

| Arbitro: | Pellicanò (Reggio Calabria) |

|             |           |            |
| Roselli 20’ | Marcatori | 89’ Palese |

| Arbitro: | Luci (Firenze) |

|                                     |           |                |
| Raise 39’ E. Rossi 49’ Paciocco 80’ | Marcatori | 88’ I. Bonetti |

| Arbitro: | Redini (Pisa) |

|              |           |              |
| Sorbello 55’ | Marcatori | 76’ Paciocco |

| Lecce 9 dicembre 1984 13ª giornata | Lecce               | 0 – 0 referto | Bologna | Stadio Via del Mare\| Arbitro: \| Coppetelli (Tivoli) \| |
| Arbitro:                           | Coppetelli (Tivoli) |               |         |                                                          |

| Arbitro: | Luci (Firenze) |

|  |           |          |
|  | Marcatori | 77’ Enzo |

| Arbitro: | Pezzella (Frattamaggiore) |

|              |           |               |
| Cipriani 87’ | Marcatori | 58’ Gibellini |

| Arbitro: | Ballerini (La Spezia) |

|                          |           |              |
| Perrone 3’ O. Tacchi 30’ | Marcatori | 52’ Paciocco |

| Arbitro: | Lo Bello (Siracusa) |

|                       |           |                             |
| Vanoli 44’ Miceli 58’ | Marcatori | 41’ De Falco 90’ Costantini |

| Arbitro: | Baldi (Roma) |

|  |           |                    |
|  | Marcatori | 59’ (aut.) Lamagni |

| Arbitro: | Coppetelli (Tivoli) |

|              |           |  |
| E. Rossi 55’ | Marcatori |  |

#### Girone di ritorno
| Arbitro: | Pellicanò (Reggio Calabria) |

|            |           |  |
| Miceli 88’ | Marcatori |  |

| Varese 17 febbraio 1985 21ª giornata | Varese                     | 0 – 0 referto | Lecce | Stadio Franco Ossola\| Arbitro: \| Esposito (Torre del Greco) \| |
| Arbitro:                             | Esposito (Torre del Greco) |               |       |                                                                  |

| Arbitro: | D'Elia (Salerno) |

|           |           |  |
| Rizzo 85’ | Marcatori |  |

| Cesena 3 marzo 1985 23ª giornata | Cesena           | 0 – 0 referto | Lecce | Stadio La Fiorita\| Arbitro: \| Lanese (Messina) \| |
| Arbitro:                         | Lanese (Messina) |               |       |                                                     |

| Arbitro: | Lamorgese (Potenza) |

|             |           |  |
| Orlandi 82’ | Marcatori |  |

| Arbitro: | Magni (Bergamo) |

|                           |           |                               |
| Piccioni 30’ Casaroli 60’ | Marcatori | 29’ A. Di Chiara 45’ Cipriani |

| Arbitro: | Casarin (Milano) |

|                     |           |  |
| Paciocco 85’ (rig.) | Marcatori |  |

| Catania 31 marzo 1985 27ª giornata | Catania        | 0 – 0 referto | Lecce | Stadio Cibali\| Arbitro: \| Pieri (Genova) \| |
| Arbitro:                           | Pieri (Genova) |               |       |                                               |

| Arbitro: | Sguizzato (Verona) |

|              |           |  |
| Paciocco 47’ | Marcatori |  |

| Arbitro: | Luci (Firenze) |

|                         |           |  |
| Miceli 34’ Paciocco 46’ | Marcatori |  |

| Arbitro: | Baldi (Roma) |

|                           |           |  |
| Mauti 44’ Enzo 76’ (aut.) | Marcatori |  |

| Arbitro: | Tubertini (Bologna) |

|              |           |  |
| Cipriani 51’ | Marcatori |  |

| Arbitro: | Ballerini (La Spezia) |

|              |           |              |
| Marocchi 48’ | Marcatori | 81’ Paciocco |

| Arbitro: | Lamorgese (Potenza) |

|                       |           |  |
| A. Di Chiara 48’, 55’ | Marcatori |  |

| Perugia 19 maggio 1985 34ª giornata | Perugia                      | 0 – 0 referto | Lecce | Stadio Renato Curi\| Arbitro: \| Agnolin (Bassano del Grappa) \| |
| Arbitro:                            | Agnolin (Bassano del Grappa) |               |       |                                                                  |

| Arbitro: | D'Elia (Salerno) |

|                                  |           |                                  |
| Paciocco 73’ (rig.) E. Rossi 81’ | Marcatori | 32’ (rig.) O. Tacchi 70’ Perrone |

| Arbitro: | Pieri (Genova) |

|              |           |                    |
| De Falco 58’ | Marcatori | 75’ (aut.) Braghin |

| Arbitro: | Magni (Bergamo) |

|                                     |           |  |
| Lamagni 57’ (aut.) A. Di Chiara 84’ | Marcatori |  |

| Arbitro: | Mattei (Macerata) |

|           |           |                  |
| Saini 18’ | Marcatori | 16’ A. Di Chiara |

### Coppa Italia

#### Primo turno
| Arbitro: | Lombardo (Marsala) |

|         |           |              |
| Sola 5’ | Marcatori | 80’ Paciocco |

| Arbitro: | Bianciardi (Siena) |

|  |           |                       |
|  | Marcatori | 18’, 52’, 69’ Francis |

| Arbitro: | Lanese (Messina) |

|                             |           |             |
| Orlandi 71’ (aut.) Zico 89’ | Marcatori | 25’ Luperto |

| Arbitro: | Ongaro (Rovigo) |

|                                                         |           |  |
| A. Di Chiara 6’, 41’, 44’ Cipriani 10’, 84’, 78’ (rig.) | Marcatori |  |

| Arbitro: | Leni (Perugia) |

|  |           |                           |
|  | Marcatori | 4’, 38’ Lorenzo 55’ Pesce |

## Statistiche

### Statistiche di squadra
Statistiche aggiornate al 16 giugno 1985.
| Competizione | Punti | In casa | In casa | In casa | In casa | In casa | In casa | In trasferta | In trasferta | In trasferta | In trasferta | In trasferta | In trasferta | Totale | Totale | Totale | Totale | Totale | Totale | DR  |
| Competizione | Punti | G       | V       | N       | P       | Gf      | Gs      | G            | V            | N            | P            | Gf           | Gs           | G      | V      | N      | P      | Gf     | Gs     | DR  |
| ------------ | ----- | ------- | ------- | ------- | ------- | ------- | ------- | ------------ | ------------ | ------------ | ------------ | ------------ | ------------ | ------ | ------ | ------ | ------ | ------ | ------ | --- |
| Serie B      | 50    | 19      | 13      | 6       | 0       | 25      | 8       | 19           | 3            | 12           | 4            | 15           | 18           | 38     | 16     | 18     | 4      | 40     | 26     | +14 |
| Coppa Italia | 3     | 3       | 1       | 0       | 2       | 6       | 6       | 2            | 0            | 1            | 1            | 2            | 3            | 5      | 1      | 1      | 3      | 10     | 9      | +1  |
| Totale       | -     | 22      | 14      | 6       | 2       | 31      | 14      | 21           | 3            | 13           | 5            | 17           | 21           | 43     | 17     | 19     | 7      | 50     | 35     | +15 |

### Statistiche dei giocatori
| Giocatore    | Serie B  | Serie B | Serie B     | Serie B    | Coppa Italia | Coppa Italia | Coppa Italia | Coppa Italia | Totale   | Totale | Totale      | Totale     |
| Giocatore    | Presenze | Reti    | Ammonizioni | Espulsioni | Presenze     | Reti         | Ammonizioni  | Espulsioni   | Presenze | Reti   | Ammonizioni | Espulsioni |
| ------------ | -------- | ------- | ----------- | ---------- | ------------ | ------------ | ------------ | ------------ | -------- | ------ | ----------- | ---------- |
| L. Cipriani  | 36       | 8       | ?           | ?          | ?            | ?            | ?            | ?            | 36+      | 8+     | ?           | ?          |
| S. Ciucci    | 1        | 0       | ?           | ?          | ?            | ?            | ?            | ?            | 1+       | 0+     | ?           | ?          |
| G. Colombo   | 2        | 0       | ?           | ?          | ?            | ?            | ?            | ?            | 2+       | 0+     | ?           | ?          |
| A. Di Chiara | 33       | 6       | ?           | ?          | ?            | ?            | ?            | ?            | 33+      | 6+     | ?           | ?          |
| S. Di Chiara | 35       | 0       | ?           | ?          | ?            | ?            | ?            | ?            | 35+      | 0+     | ?           | ?          |
| G. Enzo      | 33       | 2       | ?           | ?          | ?            | ?            | ?            | ?            | 33+      | 2+     | ?           | ?          |
| D. Levanto   | 4        | 0       | ?           | ?          | ?            | ?            | ?            | ?            | 4+       | 0+     | ?           | ?          |
| C. Luperto   | 32       | 0       | ?           | ?          | ?            | ?            | ?            | ?            | 32+      | 0+     | ?           | ?          |
| C. Miceli    | 38       | 3       | ?           | ?          | ?            | ?            | ?            | ?            | 38+      | 3+     | ?           | ?          |
| R. Miggiano  | 13       | 0       | ?           | ?          | ?            | ?            | ?            | ?            | 13+      | 0+     | ?           | ?          |
| G. Negretti  | 16       | -6      | ?           | ?          | ?            | ?            | ?            | ?            | 16+      | -6+    | ?           | ?          |
| S. Nobile    | 2        | 0       | ?           | ?          | ?            | ?            | ?            | ?            | 2+       | 0+     | ?           | ?          |
| M. Orlandi   | 36       | 1       | ?           | ?          | ?            | ?            | ?            | ?            | 36+      | 1+     | ?           | ?          |
| R. Paciocco  | 34       | 9       | ?           | ?          | ?            | ?            | ?            | ?            | 34+      | 9+     | ?           | ?          |
| M. Palese    | 31       | 1       | ?           | ?          | ?            | ?            | ?            | ?            | 31+      | 1+     | ?           | ?          |
| E. Pionetti  | 23       | -20     | ?           | ?          | ?            | ?            | ?            | ?            | 23+      | -20+   | ?           | ?          |
| M. Raise     | 28       | 1       | ?           | ?          | ?            | ?            | ?            | ?            | 28+      | 1+     | ?           | ?          |
| R. Rizzo     | 28       | 1       | ?           | ?          | ?            | ?            | ?            | ?            | 28+      | 1+     | ?           | ?          |
| E. Rossi     | 28       | 3       | ?           | ?          | ?            | ?            | ?            | ?            | 28+      | 3+     | ?           | ?          |
| R. Vanoli    | 36       | 1       | ?           | ?          | ?            | ?            | ?            | ?            | 36+      | 1+     | ?           | ?          |